# Roman Drzeżdżon
Roman Drzeżdżon (kaszub. Róman Drzéżdżón; ur. w 1972 w Starzynie) – kaszubski pisarz, poeta, satyryk i publicysta.
Członek Rady Języka Kaszubskiego, pracownik Muzeum Piśmiennictwa i Muzyki Kaszubsko Pomorskiej w Wejherowie, współzałożyciel kaszubskiego kabaretu „Fif” (z którym wyróżniony został nagrodą miesięcznika „Pomerania” Skra Ormuzdowa), jeden z założycieli kaszubskiej grupy literackiej ZYMK (Zéńdzenié Młodëch Ùtwórców Kaszëbsczich – Spotkanie Młodych Autorów Kaszubskich).
Publikuje w języku kaszubskim m.in. w czasopismach „Pomerania”, „Dziennik Bałtycki”, „Gazeta Nadmorska”, „Kaszëbskô Òdroda”.

## Twórczość i publikacje
- @laże! @lano!: wiérztczi do smiéchù a ùsmiéchù, Gdynia, wyd. Region, 2008, ISBN 978-83-7591-001-8.
- Czile slów, Gdynia, wyd. Region, 2004, ISBN 83-89178-47-8.
- Dzëczé gãsë – Antologia poezji kaszubskiej do 1990 roku, opracowanie: Roman Drzeżdżon i Grzegorz Jarosław Schramke, Gdynia, wyd. Region, 2004, ISBN 83-89178-55-9.
- Klëka albo kaszubskie ABC, Gdynia, wyd. Region, 2007, ISBN 978-83-60437-56-8.
- Pióro do gilgania / Pióro do gëldzëniô, współautor: Piotr Ciskowski, Gdynia, wyd. Region, 2004, ISBN 83-89178-29-X.
- Puck – stolica Nordowych Kaszub, współautorzy: Joanna Grochowska, Barbara Kos-Dąbrowska, Gdynia, wyd. Region, 2007, ISBN 978-83-60437-69-8.
- Słowniczek polsko-kaszubski, współautor: Grzegorz Jarosław Schramke, Gdynia, wyd. Region, 2006, ISBN 83-60437-03-3.